# Rdzawoporka drobnopora

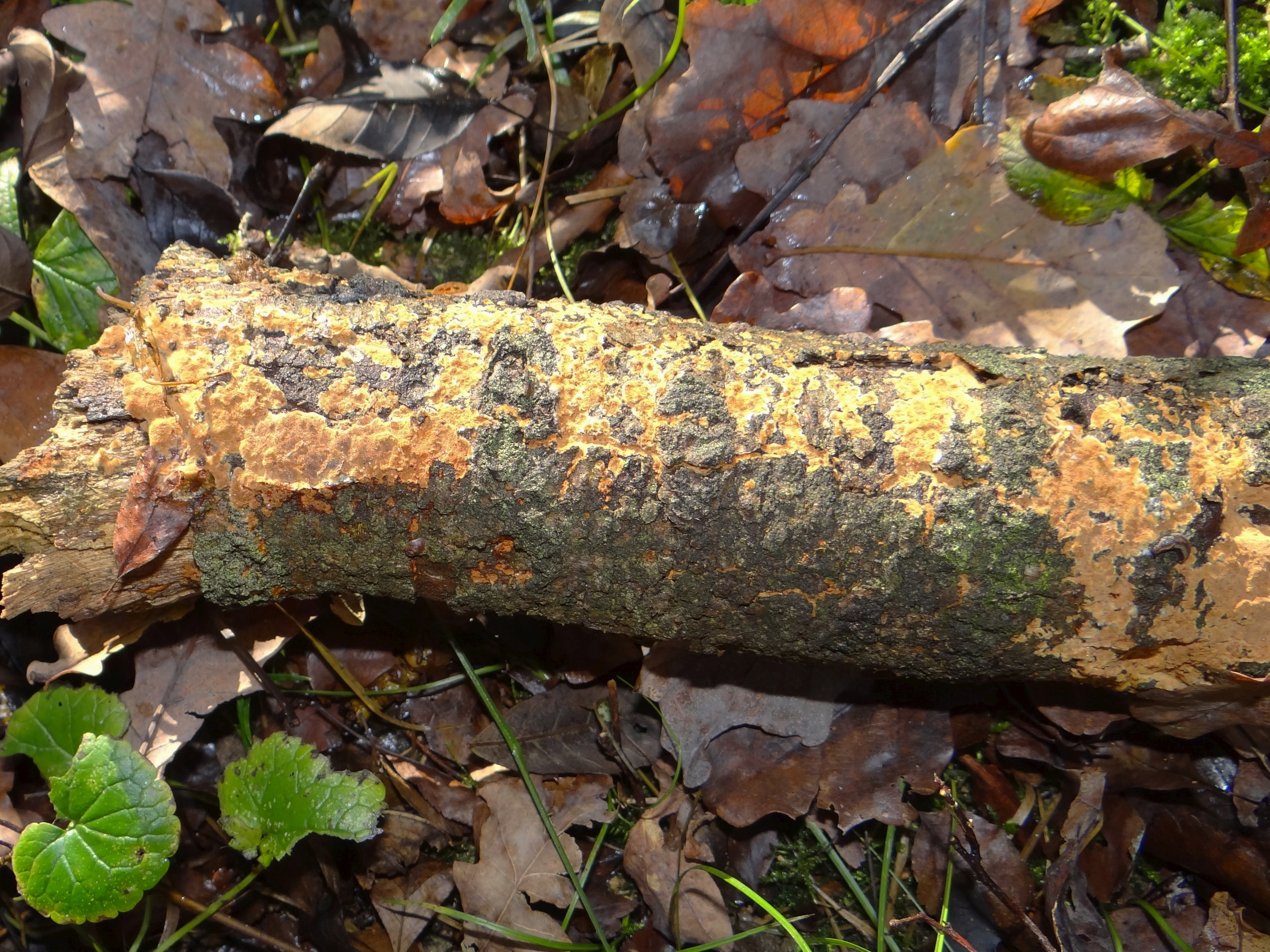

Rdzawoporka drobnopora, czyreń rdzawy (Fuscoporia ferruginosa (Schrad.) Murrill) – gatunek grzybów z rodziny szczeciniakowatych (Hymenochaetaceae).

## Systematyka i nazewnictwo
Pozycja w klasyfikacji według Index Fungorum: Fuscoporia, Hymenochaetaceae, Hymenochaetales, Incertae sedis, Agaricomycetes, Agaricomycotina, Basidiomycota, Fungi.
Po raz pierwszy takson ten zdiagnozował w 1794 r. Heinrich Adolf Schrader nadając mu nazwę Boletus ferruginosus. Potem zaliczany był do różnych rodzajów. Obecną, uznaną przez Index Fungorum nazwę nadał mu William Alphonso Murrill w 1907 r.
Synonimów ma ponad 20. Niektóre z nich:
- Phellinus ferruginosus (Schrad.) Pat. 1900
- Poria ferruginosa (Schrad.) P. Karst. 1881
- Poria laevigata Rea 1922[2].

W 1936 r. gatunek ten opisywany był przez F. Teodorowicza jako korkowiec rdzawy. W 1967 Stanisław Domański nadał mu nazwę czyreń rdzawy. Wówczas gatunek ten zaliczany był do rodzaju Phellinus (czyreń), po przeniesieniu do rodzaju Fuscoporia nazwa stała się niespójną z nazwą naukową. W 2021 r. Komisja ds. Polskiego Nazewnictwa Grzybów zarekomendowała nazwę rdzawoporka drobnopora.

## Morfologia
Owocnik
Jednoroczny, czasami wieloletni, rozpostarty, bez tendencji do odginania się od podłoża i tworzenia owocników rozpostarto-odgiętych. Jedynie na pionowym podłożu tworzy nieregularne guzki o średnicy 1–2 mm. Ma nieregularny kształt, grubość 1–5, rzadziej do 8 mm, i często pokrywa duże powierzchnie podłoża. Powierzchnia hymenialna początkowo filcowata i rdzawobrązowa, potem gładka i żółtobrązowa. Płonne obrzeże u starszych okazów ma szerokość 1 mm, u młodszych jest szersze. Na jego obwodzie można dostrzec luźne strzępki. Subikulum o grubości do 1 mm, w stanie wilgotnym o korkowatej konsystencji, w stanie suchym twarde i kruche. Subikulum to przerasta puste miejsca w podłożu na głębokość do 4–5 mm. Ma barwę od cynamonowej do rdzawobrązowej. Hymenofor rurkowy. Rurki w kilku słabo oddzielonych warstwach, o długości 1–3 mm, na ukośnych podłożach osiągają długość do 10 mm. Pory drobne, w liczbie 5–6 na mm.
Cechy mikroskopijne
System strzępkowy dimityczny. Strzępki generatywne cienkościenne, przejrzyste i bezbarwne, o średnicy 2–4 μm, z prostymi przegrodami. Strzępki szkieletowe żółte do rdzawobrązowych, grubościenne, o średnicy 3,5–5 μm, z wyraźnym światłem, w tramie mniej więcej równoległe, w subikulum ułożone bezładnie. Szczecinki dwojakiego rodzaju. Szczecinki hymenialne proste, ciemnobrązowe, grubościenne, wyrastające na obrzeżu hymenium. Mają średnicę 5,5–12 μm, długość do 300 μm i zazwyczaj są łatwe do obserwacji. W hymenium występują także liczne, szydłowate, zmodyfikowane szczecinki o nieco wydłużonej podstawie z bocznym nabrzmieniem. Szczecinki w tramie występują w rozproszeniu, są rzadkie, równoległe z rurkami, często trudne do zaobserwowania. Mają długość 30–120 μm i średnicę 5–8 μm. Zarodniki szerokoelipsoidalne, hialinowe, cienkościenne, nieamyloidalne, o rozmiarach 4–6 × 3–3,5 μm.
Gatunki podobne
W Polsce występuje kilka rdzawoporek o rozpostartych owocnikach. Rdzawoporka drobnopora jest ława do odróżnienia od innych, gdyż tworzy luźne strzępki na obrzeżu, a mikroskopowo po licznych szczecinkach w hymenium. Najbardziej podobna jest rdzawoporka gąbczasta (Fuscoporia obligua), ale ma wyraźnie większe pory i większe zarodniki. Czyreń ciemnordzawy (Phellinidium ferrugineofuscum) występuje tylko na drzewach iglastych, rdzawoporka żelazista (Fuscoporia ferrea) ma bardziej wydłużone, cylindryczne zarodniki i brak jej szczecinek. Czyreń rozpostarty (Phellinus punctatus) tworzy owocniki wieloletnie, bardziej zwarte, o kilku warstwach rurek i bardzo drobnych porach.

## Występowanie i siedlisko
Występuje głównie w Europie i Afryce Wschodniej. W Polsce jest dość częsty.
W Polsce tworzy przeważnie jednoroczne owocniki rozwijające się na dolnej lub bocznej stronie powalonych pni drzew liściastych, rzadziej na stojących, obumarłych drzewach. Spotykany na drewnie wiśni ptasiej, brzozie brodawkowatej, leszczyny, buka, topoli osiki, wiązów, wierzb, rzadziej na iglastych (jałowiec pospolity).
Saprotrof. Powoduje białą zgniliznę drewna.